# Gornje Grbice
Gornje Grbice (en serbe cyrillique : Горње Грбице) est un village de Serbie situé dans la municipalité d’Aerodrom (Kragujevac), district de Šumadija. Au recensement de 2011, il comptait 225 habitants.

## Démographie
| 1948 | 1953 | 1961 | 1971 | 1981 | 1991 | 2002 | 2011 |
| ---- | ---- | ---- | ---- | ---- | ---- | ---- | ---- |
| 525  | 510  | 458  | 396  | 344  | 308  | 273  | 225  |

|  |